# Anigrus campbelli
Anigrus campbelli är en insektsart som först beskrevs av William Lucas Distant 1916.  Anigrus campbelli ingår i släktet Anigrus och familjen Meenoplidae. Inga underarter finns listade i Catalogue of Life.